# Poposaurus
Poposaurus foi um réptil pré-histórico pertencente à controversa ordem dos rauisuchia que viveu no final do período triássico, da era mesozóica. Seus restos fossilizados foram encontrados nos Estados Unidos da América, nos estados de Wyoming, Utah, Arizona, Novo México e Texas. Tratava-se não de um dinossauro, como inicialmente se pensou, mas de um parente distante dos atuais crocodilos.